# Puységur
För andra betydelser, se Puységur (olika betydelser).
Puységur är en kommun i departementet Gers i regionen Occitanien i sydvästra Frankrike. Kommunen ligger i kantonen Fleurance som tillhör arrondissementet Condom. År 2022 hade Puységur 73 invånare.

## Befolkningsutveckling
Antalet invånare i kommunen Puységur
Referens:INSEE